# Ramesse I.
Ramesse I., původním jménem Pa-ra.mes-su, byl egyptským faraonem 19. dynastie. Vládl jen asi 16 měsíců. Na trůn nastoupil po svém bývalém veliteli Haremhebovi, když nějakou dobu působil jako jeho spoluvládce. Jeho plná titulatura se zachovala na stéle v Nubii, jižně od Abu Simbel.
Pocházel z města Avaris, původního sídelního města Hyxosů (14.–15. dynastie) ve východní deltě Nilu.

## Nástup na trůn

Faraon ve společnosti bohů; reliéfy z hrobky KV16, litografie,

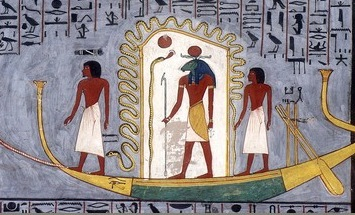
Bůh Re prochází bránou svoji bárkou; hrobka Ramsses I. KV16

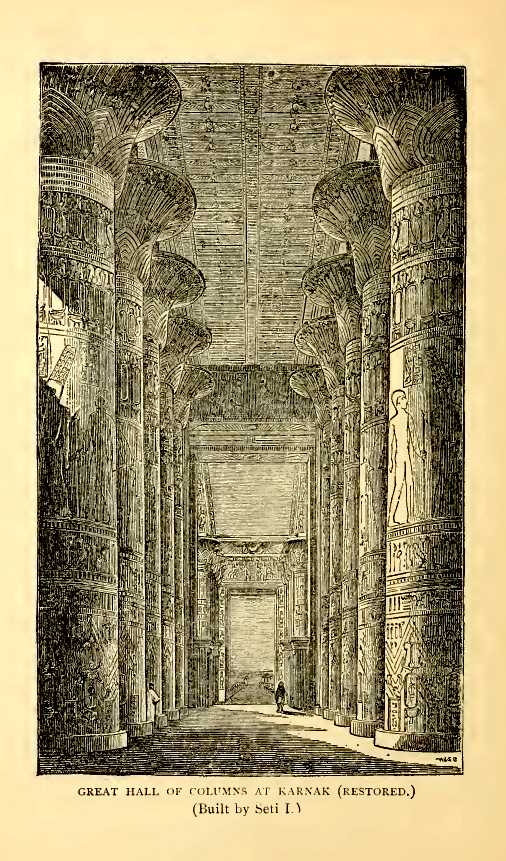
Velká sloupová kolonáda v Karnaku, plán Ramsses I., postavená Seti I. – 1897

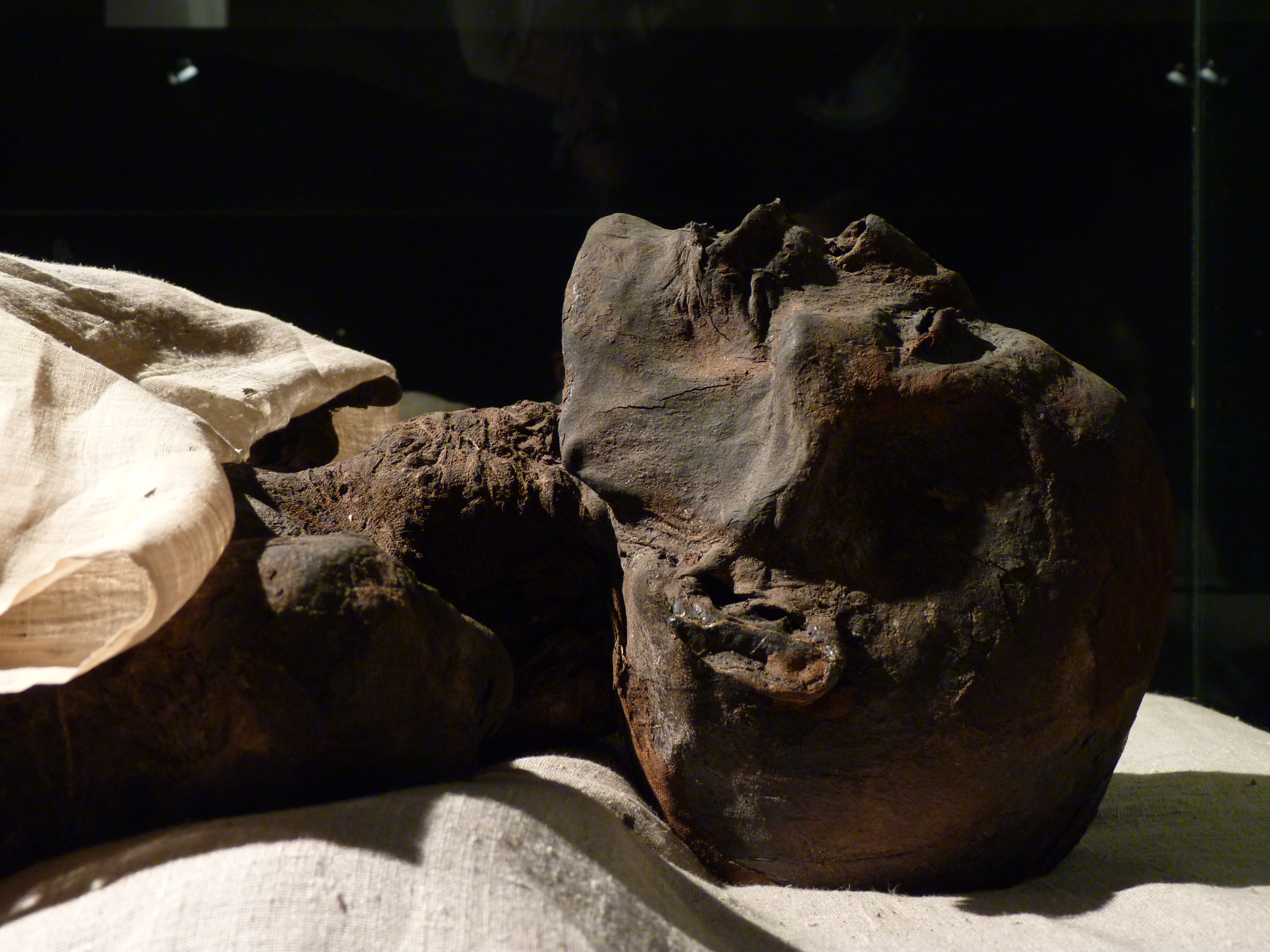
Mumie Ramsses I.; Museum Luxor

Byl synem důstojníka (Seti) v armádě, dlouhodobě působil ve velení armády vedle Haremheba, nejen jako velitel ale také ve funkci Vezíra a nejvyššího kněze boha Amona. Věkově asi byli vrstevníci. Po smrti Haremheba, a zřejmě i jeho vlivem, se stal jeho následníkem na trůnu.. Po korunovaci vládl jen 16 měsíců. Na stele v Buhen (Wadi Halfa), kterou objevil v roce 1829 Champollion, jsou texty popisující jeho posmrtné obětiny pro chrám Min-Amona a jeho služebníky.

## Vláda
Ramesse I. na trůn nastoupil již ve vyšším věku, při korunovaci přijal jméno Menpehtire. Hned na počátku své vlády přijal svého syna Sethiho jako spolukrále. Pokračoval hlavně v reformách, které zahájil jeho předchůdce Haremheb. Plánoval a také zahájil stavbu sloupové kolonády v Karnaku. Ta byla dokončena až za života jeho syna, následníka Setiho. V Abydu nechal zbudovat kapli a chrám.

## Hrobka
Hrobka Ramesse I., značená KV16, se nachází v Údolí králů . Byla zbudována ještě v době jeho působení v armádě. Objevena byla Belzonim v roce 1816. Má hlubokou vstupní chodbu, v její pohřební komoře je sarkofág vyrobený z růžové žuly. Na zdech hrobky se zachovala mnohá vyobrazení, na kterých jsou zachyceny nejrůznější scény z posmrtného života. Na jedné z nich se Ramesse I. je s Atumem-Reem-Cheprerem. Toto je jeden z prvních známých důkazů, že byly dohromady sloučeny tři formy boha slunce. Mumie byla ukradena a prodána do Kanady, kde byla později nalezena v zachovalém stavu a vrácena do Egyptského muzea. I když její pravá identita je sporná, přesto je považována za mumii Ramesse I.